# Howard Beach–Aeropuerto JFK (línea Rockaway)
 Howard Beach – Aeropuerto JFK  es una estación en la línea Rockaway del Metro de Nueva York de la División B del Independent Subway System antes conocido como el Ramal Rockaway Beach. La estación se encuentra localizada en el barrio Howard Beach, Queens entre la 159ª Avenida y la Calle 103. La estación es servida en varios horarios por diferentes trenes del servicio .
Además del tren A, el JFK Express, que proveyó una conexión al Aeropuerto Internacional John F. Kennedy a esta estación entre 1978 a 1990, incluía un transbordo por autobús gratis al aeropuerto. Cuando el JFK Express fue cancelado por la MTA, sólo los buses al aeropuerto continuaron operando, hasta que se construyó otro ramal con el AirTrain JFK en 2003.